# Álbuns número um no Brasil em 2017
A lista dos álbuns número um no Brasil em 2017 foi realizada através de dados compilados pela Pro-Música Brasil e pela Nielsen baseando-se nas vendas físicas e digitais dos álbuns a cada semana no país, e publicados pelo Portal Sucesso. A tabela está incompleta por conta da descontinuação da divulgação dos dados pelo portal.

## Histórico
Todos os dados foram retirados da parada fornecida pela Pro-Música Brasil e Nielsen para o Portal Sucesso.
| Data            | Álbum                 | Artista(s)               | Ref.   |
| --------------- | --------------------- | ------------------------ | ------ |
| 8 de janeiro    | Cabaré Night Club     | Leonardo & Eduardo Costa | [ 2 ]  |
| 15 de janeiro   | Sambas de Enredo 2017 | Vários Artistas          | [ 3 ]  |
| 22 de janeiro   | Sambas de Enredo 2017 | Vários Artistas          | [ 4 ]  |
| 29 de janeiro   | Sambas de Enredo 2017 | Vários Artistas          | [ 5 ]  |
| 5 de fevereiro  | Sambas de Enredo 2017 | Vários Artistas          | [ 6 ]  |
| 12 de fevereiro | Sambas de Enredo 2017 | Vários Artistas          | [ 7 ]  |
| 19 de fevereiro | Sambas de Enredo 2017 | Vários Artistas          | [ 8 ]  |
| 26 de fevereiro | Sambas de Enredo 2017 | Vários Artistas          | [ 9 ]  |
| 5 de março      | Sambas de Enredo 2017 | Vários Artistas          | [ 10 ] |
| 12 de março     | Cabaré Night Club     | Leonardo & Eduardo Costa | [ 11 ] |
| 19 de março     | Divide                | Ed Sheeran               | [ 12 ] |
| 26 de março     | Realidade             | Marília Mendonça         | [ 13 ] |